# خطوط سيباهان الجوية الرحلة 5915
خطوط سيباهان الجوية الرحلة 5915 كانت رحلة ركاب إقليمية مجدولة من طهران إلى طبس تحطمت في
10 أغسطس 2014 على متنها 40 راكب و9 أفراد من الطاقم. سقطت الطائرة بمنطقة سكنية بعد الإقلاع بفترة زمنية قصيرة من مطار مهرآباد الدولي.
وفقاً لمجلة ذي إندبندنت البريطانية نجا 9 أشخاص من الحادثة، وأبلغت قناة إيه بي سي نيوز ايضاً عن وفاة 39 شخصاً كانوا على متن الطائرة على الفور وتم نقل 10 مصابين إلى المستشفى.

## الطائرة
الطائرة المنكوبة من طراز HESA IrAn-140 صاحبة تسجيل الطائرة EP-GPA سقطت وتحطمت في منطقة بوليفارد السكنية في طهران الساعة 9:18 بالتوقيت المحلي (4:48 توقيت عالمي منسق) واشتعلت النيران بموقع التحطم، صرحت وكالة أنباء الجمهورية الإسلامية (وكالة الأنباء الرسمية في إيران) بتقرير أولي أن الطائرة عانت من فشل في أحد المحركات.

## الركاب والطاقم
كان على متن الطائرة 40 راكب و9 أفراد من الطاقم، تكون الركاب من 34 شخص بالغ و6 أطفال. في البداية صرحت الدولة مقتل جميع من كان على متن الطائرة فيما بعد صرحت بوجود 10 ناجين وتم نقلهم إلى المستشفى.

## السبب
صرح محمد الخاني رئيس شركة مطارات إيران عبر وكالة أنباء فارس التالي: «فشل أحد محركات الطائرة كان السبب في تحطمها في الجزء الشمالي طريق طهران-كاراج السريع.» بعد أربع دقائق من الإقلاع واجه قائد الطائرة مشاكل تقنية في الطائرة وحاول الرجوع والهبوط ولكنه لم يتمكن من المحافظة على ارتفاع الطائرة مما ادى إلى تحطمها.
وفقاً لبعض الصحافيين الإيرانيين، اضطرت بعض شركات الطيران الإيرانية إلى استخدام قطع غيار معاد تجديدها بدلاً من قطع الغيار الجديدة بسبب العقوبات الاقتصادية المفروضة على إيران وذلك لإبقاء الطائرات في الخدمة.